# Caleta Hueicolla
Caleta Hueicolla es una caleta de pescadores perteneciente la localidad de Hueicolla,  comuna de la Unión, Provincia del Ranco, Región de los Ríos, Chile.
Junto a la caleta se encuentra el Parque Nacional Alerce Costero y la Reserva Costera Valdiviana.
La caleta cuenta con un Área de Manejo administrada por la Asociación Indígena "Pescadores, Buzos y Recolectores de Lamehuapi".  
En sus proximidades se encuentra el Aeródromo Hueicolla que permite la conexión aérea de este sector.